# 拘置所の女医
『拘置所の女医』（こうちしょのじょい）は、2011年から2013年までテレビ朝日系「土曜ワイド劇場」で放送されたテレビドラマシリーズ。全2回。主演は青木さやか。
青木は、この作品が「土曜ワイド劇場」での初主演となる。

## 登場人物

### 一本木家
一本木則子
演 - 青木さやか
経歴：笹山総合病院（第1作）
→ 横浜南総合病院（第2作）
内科医。週2回、第1作は相模中央拘置所、第2作は横浜中央拘置所で勾留者の診察を行っている。
夫は第1作は単身赴任中だったが、第2作で浮気が則子にバレて離婚している。息子の翔と二人暮らしだが、第2作で元夫の母の君枝が家に転がり込み三人暮らしになる。
一本木翔
演 - 石井蒼月（第1作）、若山耀人（第2作）
則子の息子。趣味はサッカー。栗橋勇一らとは近所のサッカーチーム仲間。
鮎川君枝
演 - 丘みつ子（第2作）
則子の元夫の母。元夫が則子への離婚慰謝料の捻出に自宅を売却したため、則子の家に転がり込む。

### その他
小山誠二
演 - 西村雅彦
神奈川地検特命刑事部の検事。キレ者。

### ゲスト
第1作「塀の中の女たち 裏の顔 白衣の天使VSセレブ妻 盗撮された連続殺人の瞬間とキャベツの謎」（2011年）
- 松本由美 - 雛形あきこ

則子と同じ笹山総合病院に勤務する看護師。松本総合印刷を営んでいた夫とは死別。
- 有沢守（栗橋一朗の会社の弁護士） - 相島一之
- 師岡いずみ（四ツ葉書房 記者・藤枝の不正献金疑惑を追っている。後に第2被害者となる） - 佐藤仁美
- 赤峯光（神奈川地検 事務官） - 和田正人
- 栗橋一朗（「ショッピングセンター笹山」社長・貴子の夫） - 乃木涼介
- 羽場剛史（笹山総合病院 院長） - 佐戸井けん太
- 坂上哲夫（神奈川地検 刑事部長） - 五代高之
- 水谷悟（藤ヶ崎警察署 刑事） - 杉崎真宏
- 仲井律子（相模中央拘置所医務室の看護師） - 金子さやか
- 黒田洋子（黒田通運 社長夫人） - 舟木幸
- 藤ヶ崎警察署 刑事 - 西山浩司
- サッカーチームのコーチ - 泉見洋平
- 平沢良樹（勾留者123番） - 竹匠
- 伊藤良一（藤枝代議士の第二秘書・第1被害者） - 白石タダシ
- 近所の主婦 - 鈴木美恵、氏家恵
- 高山哲（藤枝代議士の第一秘書） - 宇納佑
- 藤枝光雄（民和党 代議士・不正献金疑惑がある） - 勝部演之
- 笹山総合病院 看護師 - 奥村友美
- 松本将弘（由美の息子・翔らとは近所のサッカーチーム仲間） - 谷山毅
- 栗橋勇一（栗橋と貴子の息子・翔らとは近所のサッカーチーム仲間） - 綾部守人
- 黒田健太（洋子の息子・翔らとは近所のサッカーチーム仲間） - 井上絢斗
- 土方一（相模中央拘置所 刑務官） - 石丸謙二郎
- 栗橋貴子（殺人事件の容疑者） - 秋本奈緒美
- その他 - 坂田聡、菊池健一郎、鈴木亮介、佐伯花恵、野村たかし、高橋麻理、吉川裕朋

第2作「アメを舐めたら塀から脱出!? ワケあり女の5千万円強奪トリックを1500円の婚約指輪が解く！」（2013年）
- 秋元美沙（横浜南警察署 刑事） - 安めぐみ
- 大泉正太（神奈川県議会議員） - 渡辺いっけい

治水工事の贈収賄の容疑で取り調べを受けている最中、喘息発作で倒れる。
則子の処置の後不起訴処分で釈放されるが何者かに刺殺される。
- 大泉恵子（大泉の妻） - 田中美奈子
- 本橋かおり（神奈川県議会議員・大泉の元秘書。国会議員に転身しようとしている） - 大路恵美
- 榊原冨美子（宝石店「フーミン」店主・宝石買取の詐欺容疑で逮捕される） - 山口美也子
- 荒木哲也 - 金山一彦
- 田淵浩二（大泉の秘書） - 松田賢二
- 清水友樹（横浜南警察署 刑事） - 三上真史
- 神奈川地検 刑事部長 - 並樹史朗
- 亀山（横浜南警察署 捜査課長） - 市川勇
- 横浜中央拘置所 刑務官 - 中山夢歩
- 拘置所前のリポーター - 白須慶子
- 大泉潤（大泉と恵子の息子・10年前交通事故で死亡） - 田中悠太
- 劇中ナレーション - 山本健翔
- 山口実（空き巣の常習犯） - 加藤茶
- その他 - まいど豊、山田悠介、瀬戸さおり、尾本貴史、増山耕平、畠山はる菜、石原理衣

## スタッフ
- 脚本 - 山岡真介、林誠人
- 監督 - 岡屋龍一、白川士
- 技術協力 - フォーチュン
- 美術協力 - テレビ朝日クリエイト
- 音響効果 - メディアハウスサウンドデザイン
- 編集・MA - ブル
- スタジオ - 国際放映、角川大映撮影所
- プロデューサー - 関拓也（テレビ朝日）、霜田一寿（ザ・ワークス）、水岸康晴（ザ・ワークス）、角田正子（ザ・ワークス）
- 制作 - テレビ朝日、ザ・ワークス

## 放送日程
| 話数 | 放送日        | サブタイトル                                                                         | 脚本     | 監督     | 視聴率 |
| ---- | ------------- | ------------------------------------------------------------------------------------ | -------- | -------- | ------ |
| 1    | 2011年3月05日 | 塀の中の女たち 裏の顔 白衣の天使VSセレブ妻 盗撮された連続殺人の瞬間とキャベツの謎    | 山岡真介 | 岡屋龍一 | 11.2%  |
| 2    | 2013年8月17日 | アメを舐めたら塀から脱出!? ワケあり女の5千万円強奪トリックを1500円の婚約指輪が解く！ | 林誠人   | 白川士   | 10.2%  |

- 視聴率はビデオリサーチ調べ、関東地区・世帯